# Středoevropský pohár

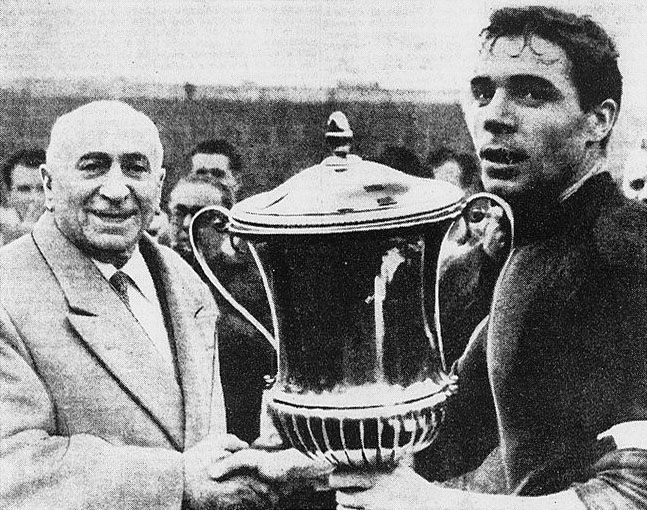
Mitropa cup v roce 1961

Středoevropský pohár, někdy také nazývaný Mitropa Cup, byla fotbalová soutěž v meziválečném období a období krátce po 2. světové válce.

## Úvod
Tvůrcem soutěže byl Hugo Meisl. V její nejslavnější předválečné éře se jí účastnily nejlepší kluby ze čtyř zakládajících zemí: Československa (1927–39), Rakouska (1927–37), Maďarska (1927–40) a Jugoslávie (1927–28, 1937–40), později také z Itálie (1929–38), Švýcarska (1936–37) a Rumunska (1937–40). Ročník 1937 byl tedy jediným, v němž se utkávalo všech sedm zemí a naopak Maďarsko bylo jedinou zemí, která se účastnila všech ročníků.
Celosvětově uznávanější název soutěže Mitropa Cup pochází z německého akronymu pro slovo Mitteleuropa (v českém překladu jako Střední Evropa).
Středoevropský pohár se hrál vždy vyřazovacím způsobem na dva zápasy doma a venku. Prvních osm ročníků se hrálo s osmi účastníky, roku 1935 se počet navýšil na 16 (o rok později výjimečně dokonce na 20, hrálo se včetně předkola), ale poslední dva ročníky se po postupném anšlusu Rakouska, okupaci Čech a Moravy a odstoupení italských a švýcarských klubů opět snížil na 8.
Z českých klubů vyhrála pohár třikrát Sparta Praha (1927, 1935 a 1964), jednou Slavia Praha (1938) a jednou Baník Ostrava (1989).
Ročník 1940, kterého se účastnily už jen tři země, nebyl dokončen. V letech 1941–1950 se nehrálo a obnovená poválečná soutěž už nikdy nezískala bývalou prestiž, zejména od vzniku PMEZ roku 1955 její význam upadal. Roku 1980 byla účast omezena jen na vítěze 2. ligy a rozpad bývalé Jugoslávie poté vedl k úplnému zrušení soutěže.

## Podrobnosti
V den osmého výročí samostatného Československa, 28. října 1926, se na hřišti Slavie v Praze střetlo národní mužstvo s Itálií, kterou porazilo 3:1. Na stejné datum byla svolána i ustavující schůze Středoevropského poháru. Tím vyvrcholila jednání zahájená v květnu 1925 na pražském kongresu FIFA, kde se československá a rakouská strana dohodly na užších vzájemných stycích. Sekretáři fotbalových asociací Karel Petrů a Hugo Meisl se o Vánocích 1925 usnesli, že spolu s Maďarskem vytvoří tzv. středoevropský fotbalový blok. Od něj byl k založení Středoevropského poháru jen krůček. Čtvrtou zemí, která přislíbila, že vyšle v roce 1927 do prvního ročníku soutěže svá dvě klubová mužstva, byla Jugoslávie. Italové zatím zůstávali v pozadí. O dva roky později si s Jugoslávií vyměnili role, potom se jako šestá země přidalo Švýcarsko. Listina vítězů této soutěže se blýskala významnými jmény. Hned úvodní ročník vyhrála Sparta, zopakovala to v roce 1935. Dvakrát se mezi světovými válkami radovaly Austria Vídeň, FC Bologna, Ujpest Budapešť a Ferencváros Budapešť. Slavia dobyla pohár roku 1938, jednou patřil také vídeňskému Rapidu Vídeň a First Vienně.

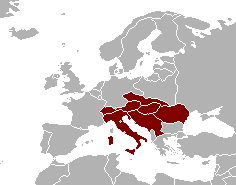
Mapka účastnických zemí

Československo-rakouské vztahy ale utržily vážnou ránu už v prvním ročníku. Sparta porazila v Praze Admiru Vídeň 5:1. V odvetě byl stejný stav už po hodině hry, jenomže ve prospěch vídeňského týmu. Sparťanům se zásluhou dvou gólů Veselého podařilo snížit na 3:5 a přece jen postoupit do druhého kola. Vídeňští diváci to nedokázali spolknout a při odchodu se vrhli na sparťanské fotbalisty. Těm se podařilo opustit stadión jen díky zásahu vídeňské policie.
Situace se opakovala ve finále. V Praze Sparta rozdrtila pro změnu Rapid 6:2. Rakušanům se ve Vídní zdařil nástup a poměrně brzy vedli 2:0. Hráli však přehnaně tvrdě. Sparťané si to nedali líbit a obránce Perner byl vyloučen. Rapid měl velkou převahu, Pražané se však zdatně bránili a z protiútoku Silný snížil na 2:1. Opět to neunesli vídeňští fanouškové. A tak se musel Hugo Meisl, v tu dobu už svazový kapitán, Spartě omlouvat. Teprve lednová schůzka v roce 1928, čtvrt roku před plánovaným mezistátním zápasem Rakousko – Československo, vedla k usmíření.
Své druhé vítězství v roce 1935 si Sparta opět musela protrpět. Semifinále s Juventusem Turín totiž rozhodla až ve třetím zápase na neutrálním hřišti v Basileji. Ve finále sice prohrála na hřišti Ferencvárose Budapešť 1:2, ale v odvetě si výhrou 3:0 pohár přece jen zajistila.
Slávisté se z nejuznávanější evropské klubové trofeje těch let radovali až v roce 1938. Také oni ale předtím poznali, jak tato soutěž bolí. V roce 1932 porazili v semifinále Juventus 4:0 poté, kdy vyloučený Ital Cesarini nechtěl opustit hřiště, sudí zápas předčasné ukončil, ale pak vyzval oba celky, aby se na hřiště vrátily. Mělo to neblahou odezvu. Na nádraží v Turíně přivítala SK Slavia Praha palba citronů, rajčat a vajíček. Na stadión se museli propašovat postranním vchodem. Prostředí, v němž se odveta hrála, bylo ďábelské. Za stavu 2:0 pro Juventus zasáhli diváci brankáře Pláničku kamenem. Zápas se přerušil, slávisté odmítli pokračovat, a tak soutěžní komise Středoevropského poháru obě mužstva vyloučila. Tak se Bologna stala vítězem, aniž by musela nastoupit k finále.
O šest let později Slavia s Bicanem v útoku rozstřílela každého soupeře, například Ambrosianu Milán (dnešní Inter Milán) zdecimovala 9:0. Ve finále na Strahově, kam se vešlo 45 tisíc diváků, však s Ferencvárosem pouze remizovala 2:2. Maďaři už se viděli potřetí vítězem. V odvetě se do soupeře pustili. Ale ten se obdivuhodně bránil, i když v jeho brance už nestál Plánička, zraněný na nedávném mistrovství světa ve Francii. Skvěle ho však zastoupil Bokšay, který ani jednou nelovil ze sítě. Naopak Vytlačil šokoval Budapešť nečekaným gólem, k němuž pak Šimůnek přidal druhý a Slavia mohla oslavovat.
Zajímavou a diváky masově navštěvovanou soutěž přetrhla 2. světová válka. Po ní sice byla v roce 1955 obnovena, ale s příchodem Poháru mistrů evropských zemí ztrácela na významu a začátkem 90. let zanikla.

## Vítězové

### 1927–1940
- STEP 1927 –  Sparta Praha
- STEP 1928 –  Ferencváros Budapešť
- STEP 1929 –  Újpest FC
- STEP 1930 –  Rapid Vídeň
- STEP 1931 –  First Vienna FC 1894
- STEP 1932 –  Bologna FC 1909
- STEP 1933 –  FK Austria Vídeň
- STEP 1934 –  Bologna FC 1909
- STEP 1935 –  Sparta Praha
- STEP 1936 –  FK Austria Vídeň
- STEP 1937 –  Ferencváros Budapešť
- STEP 1938 –  Slavia Praha
- STEP 1939 –  Újpest FC
- STEP 1940 – nedohráno kvůli válečným událostem

### 1955–1992
- STEP 1955 –  MTK Budapešť
- STEP 1956 –  Vasas Budapešť
- STEP 1957 –  Vasas Budapešť
- STEP 1958 –  CZ Bělehrad (hráno jako Dunajský pohár)
- STEP 1959 –  Honvéd Budapešť
- STEP 1960 – vítěz nevyhlášen
- STEP 1961 –  Bologna FC 1909
- STEP 1962 –  Vasas Budapešť
- STEP 1963 –  MTK Budapešť
- STEP 1964 –  Sparta Praha
- STEP 1965 –  Vasas Budapešť
- STEP 1966 –  AC Fiorentina
- STEP 1967 –  Spartak Trnava
- STEP 1968 –  CZ Bělehrad
- STEP 1969 –  Inter Bratislava
- STEP 1970 –  Vasas Budapešť
- STEP 1971 –  NK Čelik Zenica
- STEP 1972 –  NK Čelik Zenica
- STEP 1973 –  Bányász Tatabánya
- STEP 1974 –  Bányász Tatabánya
- STEP 1975 –  SSW Innsbruck
- STEP 1976 –  SSW Innsbruck
- STEP 1977 –  FK Vojvodina Novi Sad
- STEP 1978 –  FK Partizan Bělehrad
- 1979 – nehráno
- STEP 1980 –  Udinese Calcio
- STEP 1981 –  Tatran Prešov
- STEP 1982 –  AC Milán
- STEP 1983 –  Vasas Budapešť
- STEP 1984 –  SC Eisenstadt
- STEP 1985 –  Iskra Bugojno
- STEP 1986 –  SC Pisa
- STEP 1987 –  Ascoli Calcio
- STEP 1988 –  SC Pisa
- STEP 1989 –  Baník Ostrava
- STEP 1990 –  AC Bari
- STEP 1991 –  AC Turín
- STEP 1992 –  Borac Banja Luka

## České kluby v poháru – podrobnosti

### SK Slavia Praha
- 1927

Slavia – Újpest FC 4:0, 1. kolo

Újpest FC – Slavia 2:2, 1. kolo, odveta

Slavia – SK Rapid Wien 2:2, semifinále

SK Rapid Wien – Slavia 2:1, semifinále, odveta
- 1928

SK Admira Wien – Slavia 3:1, 1. kolo

Slavia – SK Admira Wien 3:3, 1. kolo, odveta
- 1929

Juventus FC – Slavia 1:0, 1. kolo

Slavia – Juventus FC 3:0, 1. kolo, odveta

First Vienna FC – Slavia 3:2, semifinále

Slavia – First Vienna FC 4:2, semifinále, odveta

Újpesti FC – Slavia 5:1, finále

Slavia – Újpest FC 2:2, finále, odveta
- 1930

Slavia – Ferencvaros TC 2:2, 1. kolo

Ferencvaros TC – Slavia 1:0, 1. kolo, odveta
- 1931

Slavia – AS Roma 2:2, 1. kolo

AS Roma – Slavia 2:1, 1. kolo, odveta
- 1932

Slavia – Admira Wien 3:0, 1. kolo

Admira Wien – Slavia 1:0, 1. kolo, odveta

Slavia – Juventus FC 4:0, semifinále

Juventus FC – Slavia 2:0, semifinále, odveta, nedohráno, oba týmy vyloučeny ze soutěže
- 1933

Slavia – FK Austria Wien 3:1, 1. kolo

FK Austria Wien – Slavia 3:0, 1. kolo, odveta
- 1934

Slavia – SK Rapid Wien 1:3, 1. kolo

SK Rapid Wien – Slavia 1:1, 1. kolo, odveta
- 1935

Szeged FC – Slavia 1:4, 1. kolo

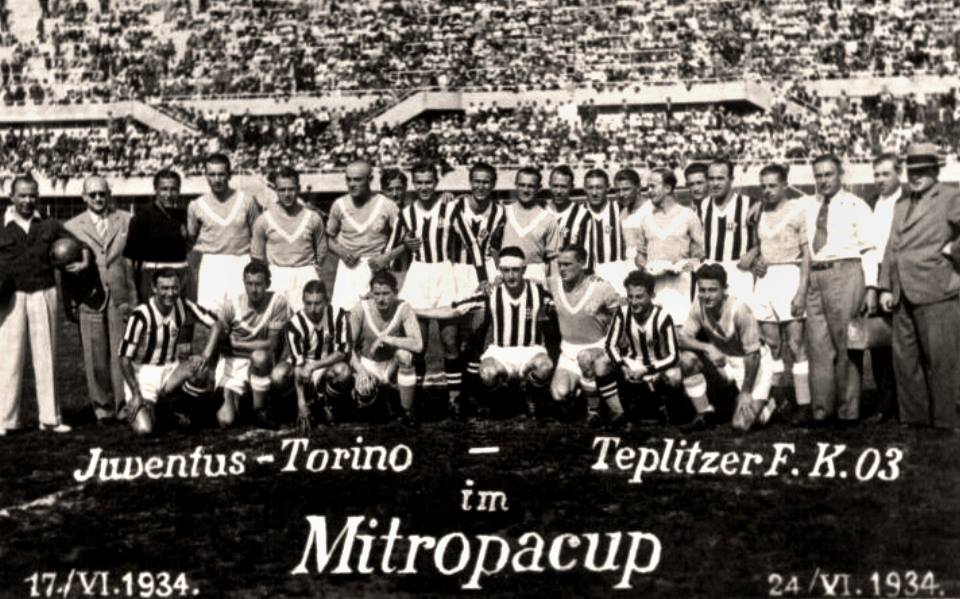
Juventus Turin - Teplitzer FK v roce 1934, 4:2

Slavia – Szeged FC 0:1, 1. kolo, odveta

Slavia – FK Austria Wien 1:0, čtvrtfinále

FK Austria Wien – Slavia 2:1, čtvrtfinále, odveta

FK Austria Wien – Slavia 5:2, čtvrtfinále, 3. zápas
- 1936

Ferencváros Budapešť – Slavia 5:2, 1. kolo

Slavia – Ferencváros Budapešť 4:0, 1. kolo, odveta

FK Austria Wien – Slavia 3:0, 2. kolo

Slavia – FK Austria Wien 1:0, 2. kolo, odveta
- 1937

Slavia – Ferencváros TC 2:2, 1. kolo

Ferencváros TC – Slavia 3:1, 1. kolo, odveta
- 1938

Beogradski ASK – Slavia 2:3, 1. kolo

Slavia – Beogradski ASK 2:1, 1. kolo, odveta

Slavia – AS Ambrosiana-Inter 9:0, čtvrtfinále

AS Ambrosiana-Inter – Slavia 3:1, čtvrtfinále, odveta

AC Genova 1893 – Slavia 4:2, semifinále

Slavia – AC Genova 1893 4:0, semifinále, odveta

Slavia – Ferencváros FC 2:2, finále

Ferencváros FC – Slavia 0:2, finále, odveta
- 1939

Beogradski ASK – Slavia 3:0, 1. kolo

Slavia – Beogradski ASK 2:1, 1. kolo, odveta

### SK Kladno
- 1934

Kladno – AS Ambrosiana-Inter 1:2 a 3:2

Kladno – Ferencváros Budapešť 0:6 a 4:1
- 1938

Kladno – HAŠK Záhřeb 3:1 a 2:1

Kladno – Juventus Turín 2:4 a 1:2
- 1961

Kladno – Udine 2:3

Kladno – LASK Linec 1:1

Kladno – Wiener Neustadt 5:0

Kladno – Bologna 1:2 a 0:1

### SK Židenice
- 1935

SK Židenice – Rapid Vídeň 3:2 a 2:2

SK Židenice – Ferencváros Budapešť 4:2 a 1:6
- 1936

SK Židenice – Lausanne Sports 5:0 a 1:2

SK Židenice – AS Ambrosiana-Inter 2:3 a 1:8

- 1938

SK Židenice – Ferencváros Budapešť 3:1 a 0:3

### SK Prostějov
- 1936

Prostějov – Admira Wien 4:0 a 2:3

Prostějov – Újpest FC 0:1 a 0:2
- 1937

Prostějov – Grasshoppers Zurich 3:4 a 2:2

### Dukla Praha
- 1955

Bologna – ÚDA Praha 2:4 a 0:3, čtvrtfinále

ÚDA Praha – Slovan Bratislava 0:0, 2:2 a 2:1, semifinále

Vörös Lobogó – ÚDA Praha 6:0 a 2:1, finále
- 1956

Vasas Budapešť – ÚDA Praha 2:0 a 2:2, čtvrtfinále
- 1957

Crvena zvezda Bělehrad – Dukla Praha 1:1, 1:1 a 1:0

### Rudá hvězda Brno
- 1958

RH Brno – Salgótarjáni BTC 3:0 a 1:3

Vojvodina Novi Sad – RH Brno 0:0 a 0:0, losem RH Brno

Tatran Prešov – RH Brno 0:0 a 0:3

Crvena zvezda Bělehrad – RH Brno 4:1 a 3:2